# Jurij Koch
Jurij Koch   (Horka, 15 de setembre de 1936) és un escriptor alemany en sòrab. És fill d'una família de canterers, anà a l'escola de Chrósćicy/Crostwitz a Alemanya, Varnsdorf/Warnoćicy a Txecoslovàquia, Budyšin/Bautzen i Chośebuz/Cottbus a Alemanya. Més tard estudià periodisme i teatre a Leipzig. Un cop acabà els estudis, fou redactor i periodista a la ràdio. Des de 1976 es dedica plenament a la literatura.

## Premis
- Staatspreis Jakub Bart-Cischinski (Premi Nacional Jakub Bart-Ćišinski), 1979
- Carl-Blechen-Preis (Premi Carl Blechen) de la ciutat de Cottbus, 1983
- Literaturpreis Umwelt des Landes NRW (Premi literari Medi Ambient de Nordrein-Westfahlen), 1992

## Obres
Obres.
- Nadróžny koncert, poesia, 1965
- Židowka Hana, novel·la, 1963
- Žydowka Ana, traducció en baix sòrab de Wylem Bjero, 1966
- Mjez sydom mostami, novel·la, 1968
- Pućowanje k ranju, 1969
- Lěto pjećaštyrceći, 1970
- Poslednje pruwowanje, teatre, 1972
- Die letzte Prüfung, teatre, 1972
- Poslední zkouška, teatre, 1974
- Róžamarja, abo Rozžohnowanje we nas, traducció en baix sòrab de Erich Wojto, 1975
- Rosamarja, 1975
- Rozamarja abo Rozźognowanje we nas, novel·la, 1976
- Wotydźenja doma, 1976
- Wosamoćeny Nepomuk, contes, 1976
- Der einsame Nepomuk, contes, 1980
- Wšedny źeń na jsy, 1980
- Landung der Träume, novel·la, 1982
- Nawrót sonow, novel·la, 1983
- Pintlašk a złote jehnjo, 1983
- Pintlaschk und das goldene Schaf, 1983
- Rědne źowćo, conte, 1984
- Wišnina, novel·la, 1984
- Wjesołe zwěrjatka, traducció del txec de Jurij Koch, 1984
- Rjana holčka, 1984
- Piękna dziewczyna: bajka serbołużycka, conte, 1984
- Bagola: powědančko wo dźiwin hońtwjerju, conte, 1985
- Jagaŕ Bagola, traducció en baix sòrab de Wylem Bjero, 1985
- Dom a swět: antologija młodeje prozy, 1985
- Jan und die größte Ohrfeige der Welt, 1986
- Dwanasćo bratsow: serbska bajka, 1986
- Dwanaće bratrow, conte, 1986
- Die zwölf Brüder, conte, 1986
- Gaž wišnje kwitu, novel·la, traducció en baix sòrab de Manfred Starosta, 1987
- Der Kirschbaum, novel·la, 1987
- Měrcinowy miksmaks z myšacym motorom, 1988
- Augenoperationen, 1988 (1993 també entitulat Schattenrisse)
- Das schöne Mädchen, 1988
- Rosinen im Kopf, 1988
- Pasitas de uva en la cabeza: una historia increíble pero cierta, 1988
- Dwunastu braci: bajka serbołużycka, 1988
- Bagola: die Geschichte eines Wilddiebs, 1988
- Návrat snov, 1988
- Sestup z hor snů, 1988
- Wšitko, štož ja widźu, 1989
- Die rasende Luftratte oder wie der Mäusemotor erfunden wurde, 1989
- Golo a Logo abo Mazuch w Podgoli, novel·la de lladres i serenos, 1990
- W pěsku steji nowa wjeska, 1991
- Das Sanddorf, 1991
- Ha lećała je módra wróna, report, 1991
- Wšitko, štož ja widźu, 1992
- Jubel und Schmerz der Mandelkrähe, 1992
- Kokot Jurko z čerwjenym pjerom, 1993
- Daj me, Jurko, jadnu stucku, 1994
- Štó da kradnje złote zuby?, novel·la de lladres i serenos, 1996
- Golo und Logo, 1998
- Koče slěbro, novel·la 2000
- Jakub und das Katzensilber, 2001
- Złoty palc, comedia, 2006
- Hana. Eine jüdisch-sorbische Erzählung. Hentrich & Hentrich Verlag, Berlin/Leipzig 2020, ISBN 978-3-95565-372-9[2]